# Shoichiro Mukai
Shoichiro Mukai (en japonais : 向翔一郎 (Mukai Shoichiro)), né le 10 février 1996 à Takaoka, est un judoka japonais. Il concourt dans la catégorie des moins de 90 kg.

## Carrière sportive
En 2014 et 2015, il est champion du Japon des moins de 21 ans dans cette catégorie de poids et membre de l'équipe titrée aux championnats du monde des moins de 21 ans.
En 2017, il a remporté les championnats du Japon en séniors et termine troisième aux championnats d'Asie à Hong Kong et aux Universiades de Taipei, où il a remporté la médaille d'or dans la compétition par équipe. 
Début 2018, il remporte le tournoi du Grand Chelem à Paris avec une victoire finale sur le Géorgien Beka Ghwiniaschwili. En finale du tournoi du Grand Chelem à Osaka neuf mois plus tard, il bat le Néerlandais Noël van't End. En 2019, comme en 2017, il remporte les championnats du Japon.
Aux Championnats du monde à Tokyo, il a battu le Cubain Iván Felipe Silva en quart de finale et le Suédois Marcus Nyman en demi-finale mais perd la finale face à Noël van't End.
Aux Jeux Olympiques de Tokyo, il est battu au deuxième tour par le Hongrois Krisztián Tóth. Dans la compétition par équipes mixtes, l'équipe japonaise remporte la médaille d'argent derrière la France, perdant son duel face à Axel Clerget. 

## Palmarès

### Compétitions internationales
| Année | Compétition           | Lieu  | Résultat | Catégorie          |
| ----- | --------------------- | ----- | -------- | ------------------ |
| 2019  | Championnats du monde | Tokyo | 2e       | Moins de 90kg      |
| 2021  | Jeux olympiques       | Tokyo | 9e       | Moins de 90kg      |
| 2021  | Jeux olympiques       | Tokyo | 2e       | Par équipes mixtes |